# 59 Times the Pain
59 Times the Pain var ett punk-/hardcoreband från Fagersta som var aktiva mellan 1992 och 2002. Bandet släppte fyra studioalbum och två EP-skivor på Burning Heart Records. 
Efter sex års uppehåll bestämde de sig för att göra en exklusiv spelning på festivalen Groezrock, Belgien 2008.

## Biografi
59 Times the Pain bildades i Fagersta 1992 av Magnus Larnhed (sång, gitarr), Michael Conradsson (bas), Toni Virtanen (trummor) och Kai Kalliomäki. Bandnamnet togs från en låt av Hüsker Dü med samma namn. 1993 släppte bandet sin första demo, Feeling Down, vilken drog till sig uppmärksamhet från Burning Heart Records.
1994 släppte bolaget bandets första alster, EP-skivan Blind Anger and Hate.
Året efter, 1995, gick bandet in i den av Dan Swanö ägda studion Unisound Recordings för att spela in debutalbumet More Out of Today. Bandet mottog goda recensioner och etablerade sig som ett betydande inslag i den svenska hardcore- och punkscenen. Skivan blev bandets sista med gitarristen Kai Kalliomäki som senare kom att bli ersatt av Niklas Lundgren.
Två år passerade innan bandets andra studioalbum, Twenty Percent of My Hand, utkom i juli 1997. Skivan utgavs även i USA av Revelation Records och i Belgien av Genet Records.
1999 släpptes bandets tredje fullängdare End of the Millennium, följt av Calling the Public (2001), bandets fjärde och sista fullängdare.
2002 beslutade bandet sig för att lägga av. I pressmeddelandet skrev man: "Okey, here it is - we have, after soon to be ten years, decided to break up the band. We are not angry with each other and there is absolutely no grudges between us and Burning Heart records. We just felt that we could not take the band any further. Somehow our passion for the band and the music were lost somewhere along the autobahn and no one seems to remember when or where. We would like to thank everyone who came to our shows in Europe, Australia and Canada, everyone who bought our records and everyone who interviewed us for their fanzines/magazines/radiostations or in any other way supported 59 Times the Pain throughout the years. It cannot be stressed enough how much you meant to us. Thanks. Punk is not dead, it just smells funny."
Efter sex års tystnad genomförde 59 Times the Pain en återföreningsspelning i maj 2008 på den belgiska festivalen Groezrock. I pressmeddelandet skrev man: "We're back! The thing we never thought would happened is now a fact. We have decided to do one final exclusive show at Groezrock 2008...".

## Medlemmar
- Magnus Larnhed - sång, gitarr
- Niklas Lundgren - gitarr
- Toni Virtanen - trummor
- Michael Conradsson - bas
- Kai Kalliomäki - gitarr (1992- 1996)

## Diskografi

### Album
- More Out of Today (1995)
- Twenty Percent of My Hand (1997)
- End of the Millennium (1999)
- Calling the Public (2001)

### EP
- Blind Anger and Hate (1994)
- Music for Hardcorepunx (1998)

### Singlar
- Even More Out of Today (1995)
- Turn at 25th (1999)

### Demo
- Feeling Down (1993)